# TK-90X
O TK90X foi um computador de 8 bits lançado no Brasil pela Microdigital Eletrônica em junho de 1985 e baseado no computador doméstico ZX Spectrum produzido pela empresa britânica Sinclair Research. O TK90X  utilizava o microprocessador Z-80A (3,58 MHz) de 8 bits. O computador contava com um interpretador da linguagem de programação BASIC, o que facilitava a sua programação por principiantes.
Tornou-se muito popular devido ao baixo custo, à simplicidade e à enorme biblioteca de software existente para o ZX Spectrum. Bastava conectá-lo a um aparelho de televisão colorido e estava pronto para usar.
Ele tinha também um 'item' (detalhe) que o ajudou a se tornar bem popular:  ele já possuía saída de joystick incorporada (padrão 'Interface 2', criado pela própria Sinclair) evitando algo que os donos do ZX Spectrum original sempre tiveram que comprar em separado e que causava muita dor de cabeça pois sempre havia problemas de mau contato, além de diversos padrões de interfaces de joystick (Interface2 da própria Sinclair, Kempston, Protek  e Cursor).

## Incompatibilidades
A versão da Microdigital possuía algumas modificações na ROM que eram um pequeno upgrade ao original (ZX Spectrum). Assim, o TK90X não era totalmente compatível com o ZX Spectrum. No entanto, a maioria dos programas escritos para o ZX Spectrum funcionava sem problemas no TK90X (aproximadamente 90 a 95%). Este fato foi um dos motivos do grande sucesso desse computador, pois havia centenas de softwares disponíveis quando foi lançado no Brasil.
As principais modificações foram a saída de som através do sinal RF para a TV (o ZX Spectrum contava com alto-falante interno), e a incorporação dos comandos UDG (User Defined Graphics, gráficos definidos pelo usuário), com os caracteres acentuados do português e do espanhol, e  TRACE, para "debugar" programas em BASIC. Além disso, o TK contava com um editor de caracteres UDG (comando 'UDG 2') em ROM, o que tornava fácil e muito simples a mudança (tipo personalização) de caracteres, algo que é e foi muito apreciado por fãs deste equipamento até os dias atuais.
Os problemas de incompatibilidade foram parcialmente resolvidos com o lançamento do sucessor do TK90X, o TK95.

## Versões
Foram produzidas duas versões, variando a quantidade de memória RAM: 16 ou 48KB.
Foi vendida também uma versão de 48KB que vinha com uma Light Pen na mesma caixa.

## Especificações técnicas

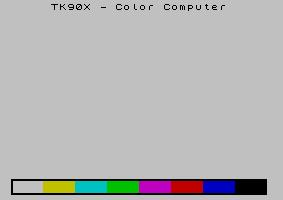
A tela inicial do TK90X

- Processador: Zilog Z-80A (3,58 MHz)
- Memória ROM: 16 KBytes
- Memória RAM: 16 ou 48 KBytes
- Teclado: tipo "chiclete", de borracha, com 40 teclas
- Programação: Assembly e BASIC
- Expansão: Interface padrão RS-232
- Joystick: Entrada de 9 pinos padrão Atari 2600
- Texto: 24 linhas x 32 colunas
- Gráfico: 192 x 256 pixels
- Alimentação: 9 volts (corrente contínua)
- Dimensões: 23,4 x 14,5 x 4,3 cm
- Peso: 0,5 kg

### Armazenamento
O armazenamento e leitura de programas no TK90X era feito através de gravador e fita cassete comuns. Também era possível conectar periféricos como unidade de disquete e impressora através de kits de expansão produzidos por terceiros. Porém, esses acessórios nunca chegaram a se tornar populares devido aos preços elevados.